# Цигани в Турция
Циганите (на турски: Türkiye'deki Çingenelar) са етническа група в Турция. Официално техния брой се оценява на около 500 000 души. По различни оценки хората с цигански произход в Турция са между 4 и 5 млн. души, или около 5 % от населението на страната.

## История

### Произход
Циганите в Турция произхождат от Северна Индия, вероятно от земите на северозападните индийски щати Раджастан и Пенджаб.
През февруари 2016 г. по време на Международната ромска конференция министърът на външните работи на Индия заявява, че хората от циганската общност са деца на Индия. Конференцията завършва с препоръка към правителството на Индия да признае циганите от 30 държави, като част от индийската диаспора.

### Миграция в Турция
Сведения за тяхно присъствие в земите на Мала Азия има през 9 век, когато идват от Персия. С разпростирането на Османската империя, те се разселват основно в областта Румелия. Европа. Сулукуле е най-старото циганско селище в Европа.

## Говорими езици
Брой на циганите които са декларирали за свой роден език – цигански, при преброяванията на населението през годините:
- 1935 – 7855 души
- 1945 – 4463 души

## Законен статут
В съвременна Турция циганите–мюсюлмани нямат правен статут на етническо малцинство, защото изповядват исляма, а мюсюлманите, независимо от етническа принадлежност или раса, се считат за част от етническото мнозинство в Турция. Това е въведено при подписването на Лозанския договор през 1923 г., в който раздел III „Защита на малцинствата“ поставя акцент върху немюсюлманските малцинства.

## Фотогалерия
- Цигани в Измир през 1903 г.
- Момче с танцуваща мечка в Самсун.
- Цигани в Истанбул през 2008 г.
- Цигански фестивал в Одрин през 2015 г.
- Деца в квартал Ортакьой в Истанбул през 2000 г.